# Бетховен и до минор
В произведениях Людвига ван Бетховена тональность до минор расценивается специалистами как особо важная. Работы, для которых он выбрал эту тональность, характеризуются как мощные, с бушующими переживаниями.

## Предыстория
В течение классической эры тональность до минор использовалась нечасто и всегда для работ с особо бунтарским содержанием. Моцарт, к примеру, написал в этой тональности очень немного работ, и все они относятся к его самым драматичным произведениям (например, 24-й фортепианный концерт, 14-я фортепианная соната, Масонская похоронная музыка, Адажио и фуга до минор и Великая месса до минор). Бетховен выбрал эту тональность для намного большего числа произведений. Особенно — в традиционно «салонных» (то есть, лёгких и отвлекающих) жанрах, такие как сонаты и трио. Это было своего рода осознанным отказом от старой эстетики, оценивающей «возвышенное» и «сложное» выше той музыки, которая «всего лишь» приятна на слух.
По общему мнению музыковедов, до минор представлялся Бетховену «бунтарской, героической тональностью»; он использовал этот минор для «работ необычайной напряжённости» и «для его самой драматичной музыки».
Пианист и учёный Чарльз Розен отмечал:
|              | Beethoven in C minor has come to symbolize his artistic character. In every case, it reveals Beethoven as a Hero. C minor does not show Beethoven at his most subtle, but it does give him to us in his most extrovert form, where he seems to be most impatient of any compromise. |  | Бетховенский до минор стал символом его артистической натуры. Во всех произведениях он показывает Бетховена как Героя. До минор не демонстрирует бетховенскую утончённость, однако показывает нам его самую экстравертную форму — там он наиболее бескомпромиссен. |  |
| Чарльз Розен | |  | |  |

Характерный взгляд XIX века выражен словами музыковеда Джорджа Гроува в 1898 году:
|              | The key of C minor occupies a peculiar position in Beethoven's compositions. The pieces for which he has employed it are, with very few exceptions, remarkable for their beauty and importance. |  | В произведениях Бетховена тональность до минор занимает особенное положение. Сочинения, для которых он её выбрал, за немногими исключениями, выделяются особой красотой и важностью. |  |
| Джордж Гроув | |  | |  |

Мнение Гроува было почти идентично точке зрения многих участников эпохи романтизма в музыке, ценивших музыку Бетховена прежде всего за её эмоциональную силу.
Не все критики положительно оценивали привычку Бетховена обращаться к тональности до минор. Музыковед Джозеф Керман ошибочно считал, что Бетховен полагался на тональность, особенно в его ранних работах, ради пустого маньеризма:
|               | [T]he 'c-minor mood' in early Beethoven… is one that has dated most decisively and dishearteningly over the years… In this familiar emotional posture, Beethoven seems to be an unknowing prisoner of some conventional image of passion, rather than his own passion’s master. |  | «До-минорное настроение» раннего Бетховена… со временем оно потеряло актуальность наиболее явно и неутешительно. В этой привычной эмоциональной позе Бехтховен видится незнающим узником какого-то шаблонного образа страсти, а не хозяином своих собственных страстей. |  |
| Джозеф Керман | |  | |  |

Из произведений, которые считаются воплощением бетховенского «до-минорного настроения», наиболее каноническим примером служит Пятая симфония. Многочастные произведения Бетховена в до миноре, как правило, имеют медленную часть в контрастирующем мажоре, почти всегда это тональность субдоминанты родственной (до минору) тональности E♭ мажор:
1. A♭ мажор, обеспечивающий «успокоительную тенистую прохладу или кратковременную передышку»,
2. сама тональность E♭ мажор, Op. 1/3,
3. одноимённый мажор (до мажор, Op. 9/3, Op. 18/4, Op. 111),
4. диезная медианта (ми мажор, Op. 37), ставшая прецедентом для третьего фортепианного квартета Брамса[англ.], фортепианного концерта Грига и второго фортепианного концерта Рахманинова.

В своём эссе «Миноры Бетховена» (Beethoven’s Minority) Керман отмечал, что Бетховен соотносил до-минор как с параллельным (E♭), так и одноимённым (C) мажором. Композитора постоянно преследовала концепция до-минора, переходящего в до-мажор.
При этом многие из сонатных частей Бетховена в других минорах, особенно — финалы, использовали минорную доминанту как вторую тональную область — тем самым предвкушая репризу в миноре — его использование параллельного мажора, E♭, как второй тональной области для всех кроме двух из его до-минорных сонатных частей во многих случаях способствовало повторному изложению всей второй темы или её части в до-мажорной репризе.
Одно исключение — первая часть движение 32-й фортепианной сонаты, использующая A♭ мажор (VI) как вторую тональную область, также позволяющая мажорную репризу, и другое исключение — увертюра «Кориолан», лишь отдалённо следующая сонатной форме и всё же проходящая через III в экспозиции и через одноимённый мажор тоники в репризе. Помимо этого, из финальных частей многочастных работ Бетховена в до миноре три — проходят через до мажор (Op. 67, 80, 111), одно — завершается в до мажоре (Op. 37) и ещё четыре (вместе с одной первой частью) заканчиваются пикардийской терцией (Op. 1/3, 9/3, 10/1, 18/4, 111 i).

## Список работ
Список работ Бетховена в до миноре, которые Джордж Гроув причислил к характерным для композиторского подхода к использованию этой тональности: 
- Кантата на смерть Императора Иосифа III[англ.], WoO[англ.] 87 (1791)
- Фортепианное трио № 3, Три трио для фортепиано, скрипки и виолончели Соч. 1, (1793)
- Presto для фортепиано, WoO[англ.] 52 (1795)
- Allegretto для фортепиано, WoO 53 (1796-7)
- Соната для фортепиано, соч. 10, № 1 (1795-98)
- Соната для фортепиано, соч. 13, «Патетическая» (1798)
- Струнное трио, соч. 9, No. 3[англ.] (1798)
- Концерт для фортепиано № 3, соч. 37[англ.] (1800)
- Струнный квартет, соч. 18, № 4[англ.] (1800)
- Соната для фортепиано № 13, соч. 27, 2-я часть (1800)
- Соната для скрипки № 7, соч. 30, No. 2 (1802)
- Симфония № 3, соч. 55, вторая часть, «Похоронный марш» (1803)
- 32 вариации до минор[англ.], WoO 80 (1806)
- Увертюра «Кориолан»[англ.], соч. 62 (1807)
- Симфония № 5, соч. 67 (1808)
- Хоральная фантазия[англ.], соч. 80 (1808)
- Струнный квартет № 10, соч. 74[англ.], часть скерцо (1809)
- Соната для фортепиано № 26, соч. 81a, вторая часть, «Разлука» (1810)
- Соната для фортепиано № 32, соч. 111 (его последняя фортепианная соната, 1822)